# Sânmartin de Beiuș, Bihor
Sânmartin de Beiuș (în maghiară Belényesszentmárton, tradus "Sânmartinul Beiușului") este un sat în comuna Pocola din județul Bihor, Crișana, România.

## Date geografice
Satul Sânmartin de Beiuș este situat la nord de municipiul Beiuș, la circa 4 km de acesta, și la est de comuna comuna Pocola, la 1 km de aceasta. Satul are circa 97 de gospodării, dintre care aproximativ 75 sunt locuibile.

## Localități învecinate
- Fiziș (S 2.4 km)
- Beiuș (S 3.0 km)
- Feneriș (NV 2 km)
- Pocola (reședință de comună; NV 1 km de municipiul Beiuș)
- Cartierul Delani (parte din municipiul Beiuș; E 0,5 km)
- Poietari (NV 1,2 km)
- Pocola (V-NV 1,4 km)
- Pietrani (V 3,5 km)
- Ioaniș (SV 3 km)
- Finiș (S-SV 23 km)

## Descriere
Satul are o formă aproximativ pătrată, cu o lungime și o lățime de aproximativ 150 de metri. Biserica se află în centrul satului, orientată cu colțurile spre cele patru puncte cardinale. Valea Râului se află la sud, Colțul la vest, Ciuceții la nord și Calea Popii la est. O uliță numită Bujacul, legată de sat prin două coridoare paralele (unul cu construcții și celălalt fără), apare paralelă cu latura nord-est. Satul este situat pe culmea unui deal, iar toate intrările în sat sunt în pantă.
Zona dealurilor se caracterizează prin soluri brune de pădure și soluri brune de pădure podzolice.
Apa subterană se găsește la o adâncime de 10-12 metri în sat. Singurul izvor natural se află sub "Piatra", numit Izvorul Popii. A fost săpat în buza dealului și poate fi văzut din localitățile Pocola și Feneriș.
Apa se găsește la o adâncime de 10-12 metri în sat. Singurul izvor natural este sub "Piatra", Izvorul Popii, săpat în buza dealului, care se vede din localitatea Pocola și Feneriș.
Locuitorii satului se ocupau în principal de agricultură, cultivând cereale (grâu și porumb) și cânepă pentru producția de fibre textile (tramă) și țesături din cânepă și bumbac (misirig). De asemenea, creșteau animale, în special vite cornute (pentru tracțiune, carne și lapte) și cai (pentru tracțiune). Oile erau crescute în număr mic, mai mult pentru carne. Cea mai mare parte a suprafeței de pământ era cultivată cu grâu.

## Istoric
Depresiunea Beiușului, o regiune mai puțin explorată din punct de vedere arheologic, a dezvăluit un important sit medieval: așezarea Sânmartin de Beiuș. Campaniile de teren din 1999 au identificat, în zona numită "La Piatră", urmele vechiului sat: vatra de locuire, cimitirul și locația bisericii.